# 赫尔辛基轰炸 (二战期)
芬兰首都赫尔辛基在第二次世界大战期间飽受轟炸。1939–1944年，芬兰遭受了苏联的一系列轰炸活动。最猛烈的三次轰炸是发生在1944年2月的赫尔辛基大轰炸。

## 赫尔辛基的防空狀況

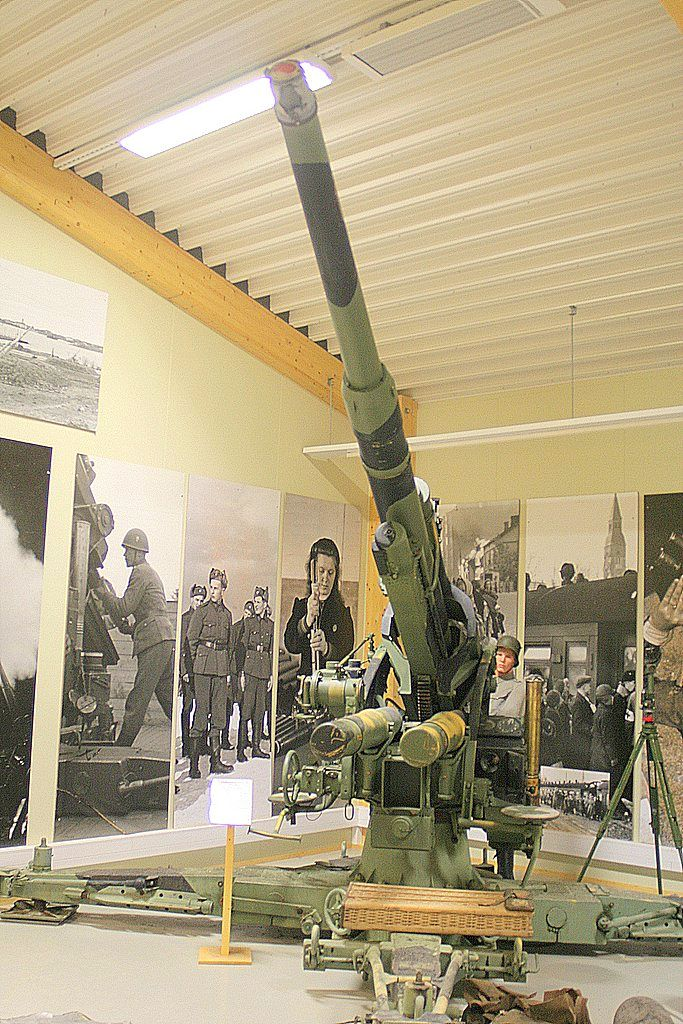
在芬兰防空博物馆的一个88毫米防空炮

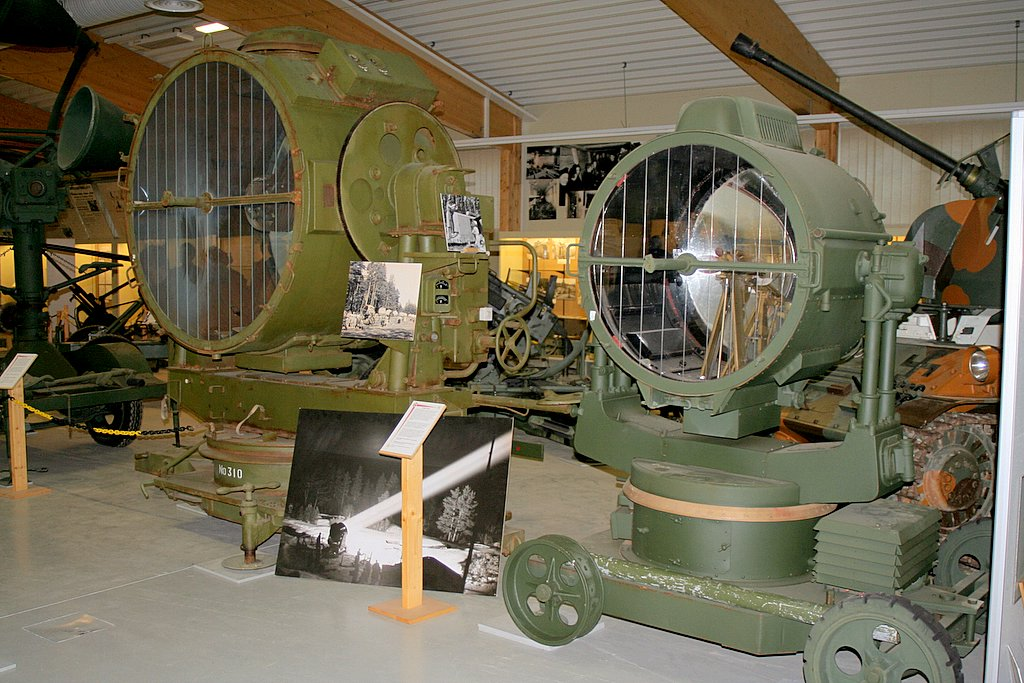
在芬兰防空博物馆的防空探照灯

1939年秋季赫尔辛基由第一防空团来保护，该防空团包括四个重型防空连（每个连有三至四門重型高炮）、一个轻型防空连和一个防空机枪连。自1943年春季起在佩卡·约基帕尔蒂奥（Pekka Jokipaltio）上校的带领下赫尔辛基的防空状况得到极大改善。在继续战争期间，德国给赫尔辛基提供了两个预警雷达和四个炮瞄雷达。另外还有18门高效的德国重型88毫米防空炮也安置在赫尔辛基。这三个每个有6门防空炮的防空连分别安置在赫尔辛基的三个市区：轮渡岛、凯皮莱和桑塔哈米纳。到1944年2月底，赫尔辛基得到13个重型或轻型防空连的防护。防空系统包括77门重型防空炮、41门轻型防空炮、36架搜索灯、13个声音测位器和6个雷达，除此之外还有视觉观察员和芬兰海军的防空机构。德国还针对苏联轰炸提供了一些夜间战斗机的支持。
防空指挥系统是基于德国的系统，且相当有效，关键人员在德国进行过培训。由于人手不足，防空部队也安置了白卫队的16岁男孩志愿者操作防空炮，以及洛塔·斯韦尔德半军事女性自愿组织的年轻女孩来操作搜索灯。
德国军队于1944年2月12日在赫尔辛基还部署了包含12架改装过的Bf 109G-6 战斗机的一个夜间战斗机部队。 另外德国夜间战斗机指挥舰托戈号也在芬兰湾里塔林和赫尔辛基之间进行巡航。
赫尔辛基的防空系统的首要目的是阻止敌军轰炸机达到城市上空，而不是去摧毁敌军的空中目标。在一个特别的弹幕类型里，几个防空连会同时对前来的轰炸机的前面发射一道炮火墙，试图惊吓轰炸机去提前投放它们的炸弹并返航。防空炮弹也经过了特殊的改装，引信孔被戳大并加注了镁铝混合物，这使得炮弹的爆炸从原先的暗红色变成灼热的白光。

## 苏联远程航空兵

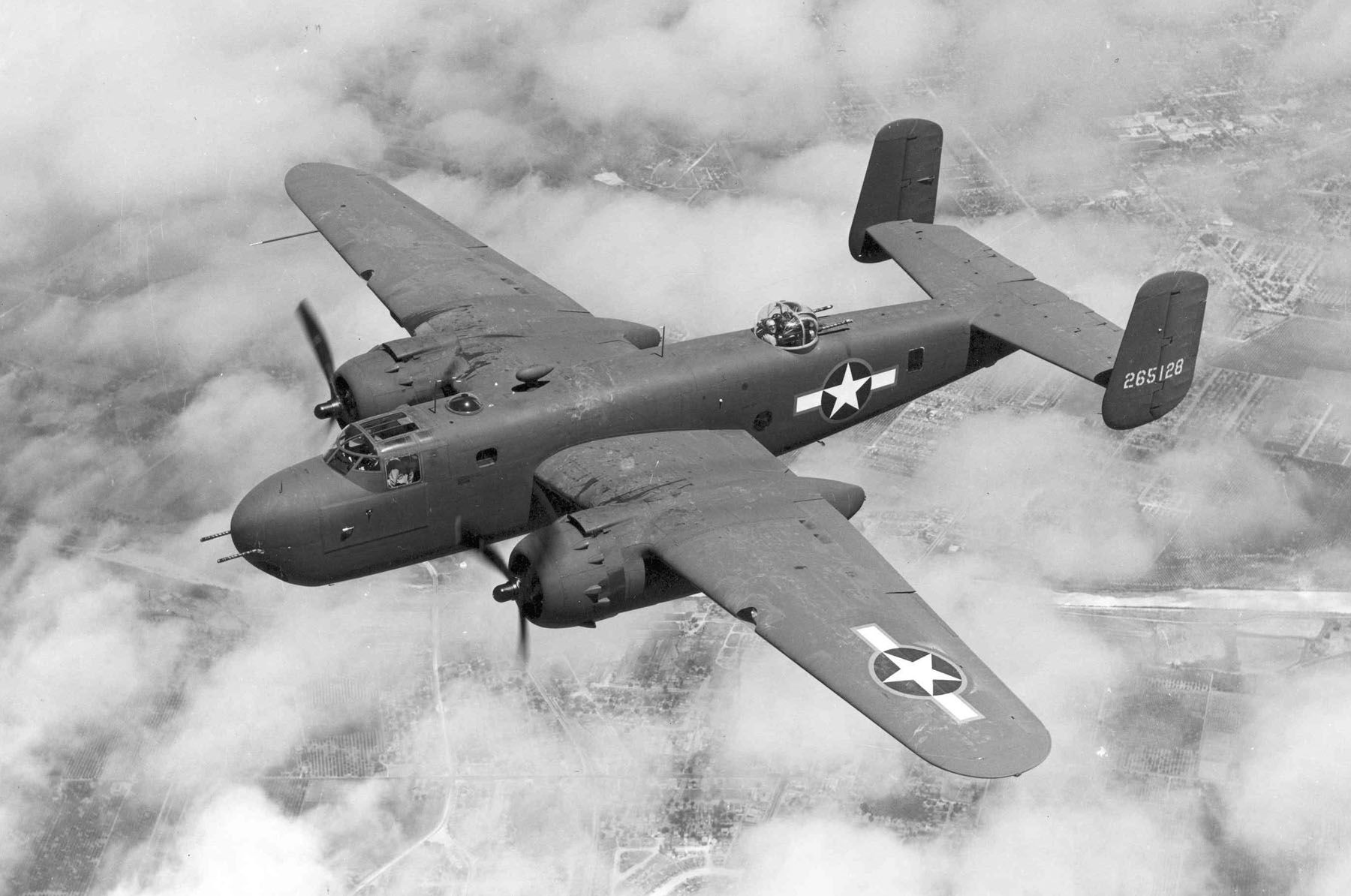
美国B-25轰炸机，在赫尔辛基轰炸中苏联空军使用的轰炸机型号之一

针对芬兰的轰炸通常是由苏联空军的远程轰炸及侦察分支远程航空兵来执行的。远程航空兵为直属高统帅部的独立兵种。在1944年2月的轰炸中远程航空兵还从其他部门抽调了兵力。远程航空兵的司令为空军元帅亚历山大·戈洛瓦诺夫。轰炸有时也由苏联空军和波罗的海舰队航空支队来执行。
苏联的轰炸机有多种型号。大多数飞机是双引擎的伊留申-4、里苏诺夫Li-2、B-25米切尔型轰炸机和A-20浩劫攻击机。B-25和A-20是由美国通过租借法案提供给苏联的。里苏诺夫Li-2是美国道格拉斯DC-3的苏联版本。也有一些重型四引擎轰炸机参与轰炸行动，例如Pe-8轰炸机。

## 民防系统
在战争之前，赫尔辛基有相当广泛的民防系统。根据1934年颁布的城市条例，高层建筑的地下室必须建造人防地下室。这些只是墙壁加固了的地下室，以抵御附近炸弹的影响。所有的建筑物都必须有一个指定的人防监督员，但人防监督员并不是来自预备役或者军队，因此通常不适合执行军事任务。人防监督员的任务是确保楼里的所有住户能有秩序地进入人防地下室来躲避炸弹。
此外还有一些在坚实岩层里凿开的大型防空洞，但是没有足够的空间来容纳所有的赫尔辛基市民。一些医院里也有地下防空洞，在空袭时可以将病人转移到那里。其他医院，如儿童医院，则被转移到市区以外。有一家医院则完全在芬兰红十字会大楼的地底下。

## 冬季战争

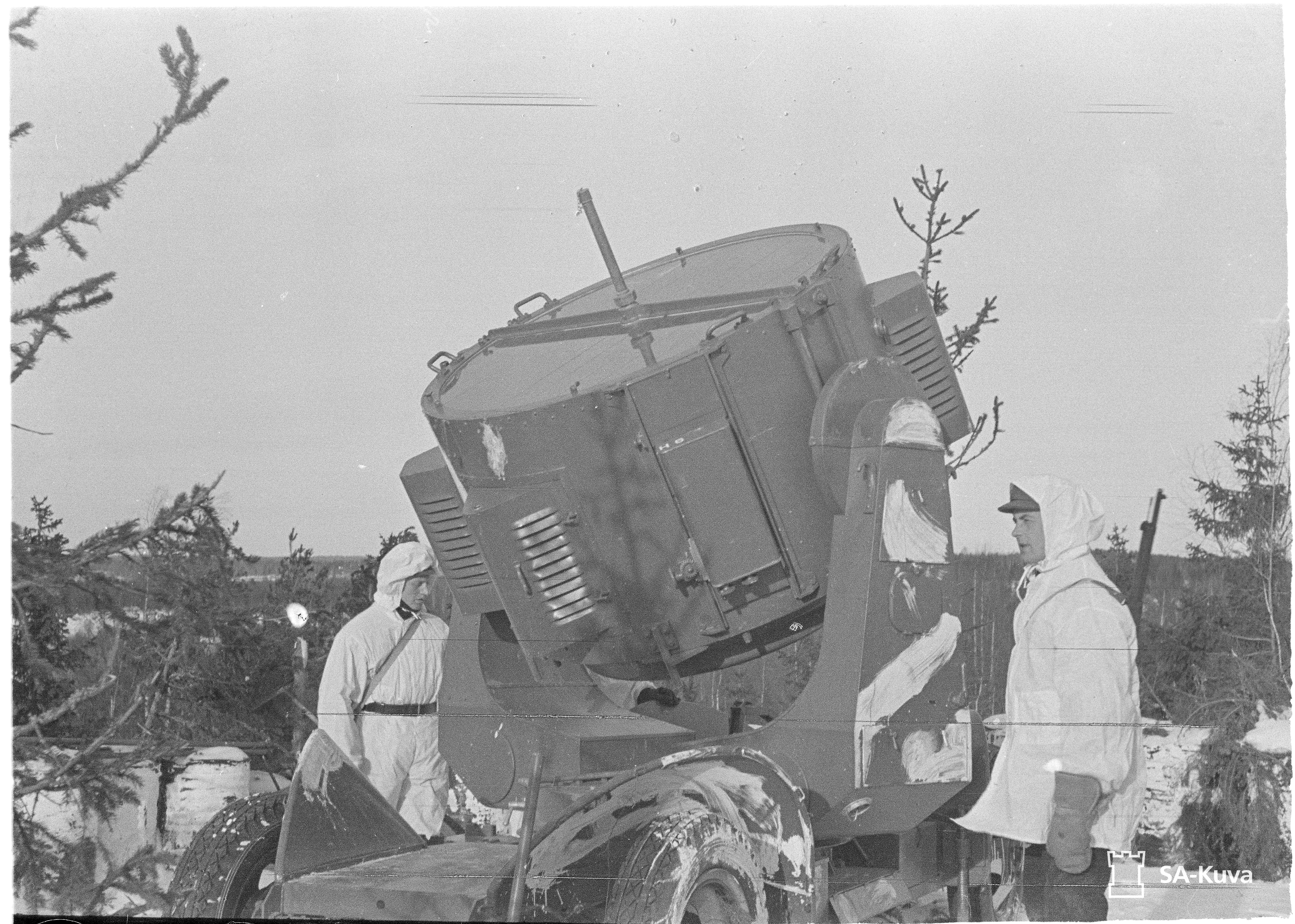
位于埃斯波豪基拉赫蒂区（Haukilahti）的防空探照灯（1940年2月）

苏联军队越过边境并发动了冬季战争的三个小时后苏联飞机就轰炸了赫尔辛基。最密集的轰炸袭击是在战争头几天。
在冬季战争期间，赫尔辛基总共被轰炸了8次。全市遭到350枚炸弹袭击，造成97人死亡，260人受伤。另有55座建筑物被摧毁。
苏联的轰炸导致了国际的恶劣反应。美国总统罗斯福要求苏联不要轰炸芬兰的城市。莫洛托夫回答罗斯福说：“苏联飞机并没有轰炸城市，而是轰炸了机场。在八千公里之外的美国你是看不到的”。

## 继续战争
在继续战争中由于苏联轰炸机主要考虑是在波罗的海国家中的德国军队，所以赫尔辛基遭受的轰炸更少。在继续战争期间，赫尔辛基遭受了39次轰炸，有245人死亡，646人受伤。大部分的伤亡发生在1944年的三次大轰炸中。
|                                                                         | 轰炸次数 | 炸弹数量 | 死亡人数 | 受伤人数 |
| ----------------------------------------------------------------------- | -------- | -------- | -------- | -------- |
| 冬季战争                                                                | 8        | 约350    | 971      | 260      |
| 1941                                                                    | 9        | 约80     | 332      | 210      |
| 1942                                                                    | 17       | 约70     | 683      | 167      |
| 1943                                                                    | 13       | 约110    | 3        | 21       |
| 1 91人死于1939年11月30日 2 22人死于1941年7月9日 3 51人死于1942年11月8日 |          |          |          |          |

### 1942年11月8日的轰炸
在1942年11月8日星期天的白天，一架单独飞行的Pe-2轰炸机在赫尔辛基上空执行情报收集的任务。该架轰炸机在于尔约街（Yrjönkatu）和罗伯特街（Roobertinkatu）的交叉口处投掷了一枚单独的航空炸弹。51人被炸死，120人受伤。爆炸点附近有一家电影院，其时正在播放一部音乐喜剧片，所以受难人群中主要是儿童和年轻人。

### 1944年2月的大空袭

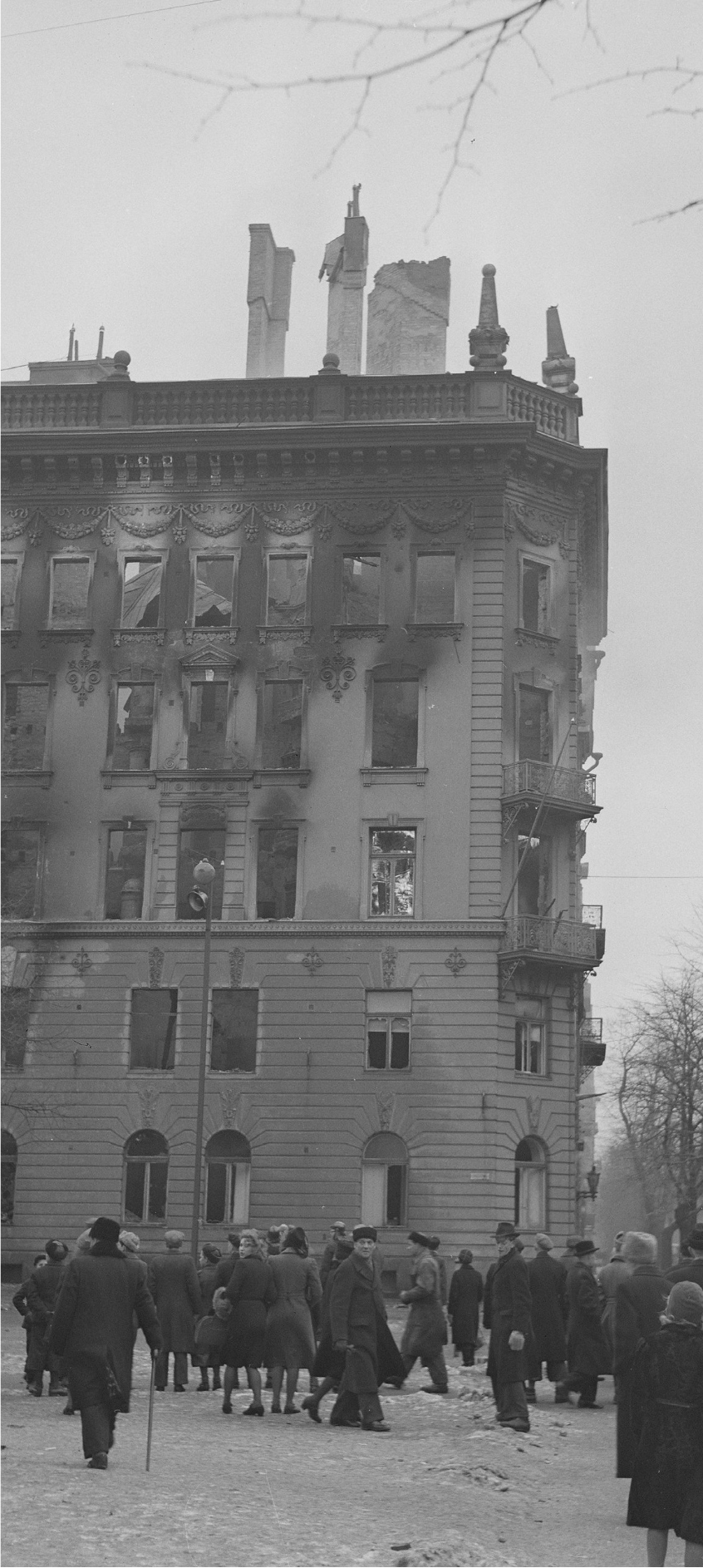
苏联使馆在第一次空袭中遭到破坏

1944年2月，苏联对赫尔辛基发动了三次大规模的轰炸行动。轰炸的目的是摧毁芬兰的战斗意志并迫使芬兰进行和平谈判。三次空袭分别发生在二月的6-7日、16-17日、及26-27日的晚上。斯大林在1943年的德黑兰会议获得了英国及美国对这次行动的支持。苏联希望通过这种方式迫使芬兰断绝与德国的关系，并同意举行和平谈判。
在1944年2月的三次空袭中，芬兰防空部队统计到了2121架次轰炸机和超过16,000枚炸弹。芬兰对这些轰炸机射击了34,200次，其中21,200次是通过重型防空炮发射的，12,900次是通过轻型防空炮发射的。芬兰部队为了蒙蔽苏联的探路飞机而在市区外的岛屿上点燃篝火，并仅仅打开市区东边的探照灯，使得苏联的探路飞机认为那里是市区。所以只有530枚炸弹落在市里。那时赫尔辛基大部分的市民早已撤离市区，所以和战争中的其他城市相比伤亡率不高。
22至25架苏联轰炸机在空袭中被击落，其中18-21架是被防空炮火击落的，另外4架是被德国夜间战斗机击落的。

#### 第一次大空袭：2月6-7日
第一次空袭造成的伤亡最大。
第一批炸弹是在19:23投下的。大约有350枚炸弹落在赫尔辛基，约2500枚落在赫尔辛基之外。投掷炸弹的总数（包括那些掉入海中的炸弹）大约为6990枚。大概有730架轰炸机参与了空袭。轰炸机分两批到达：2月6日晚间18：51至21：40，及2月7日凌晨00：57至04：57。
芬兰的防守发出了122道弹幕。轻型防空炮发出了2745枚火炮，重型防空炮发出了7719枚火炮。当时芬兰空军没有夜间战斗机。
空袭中100人死亡，300人受伤。超过160幢建筑遭到破坏，包括苏联使馆的建筑。

#### 第二次大空袭：2月16-17日
因为塔林遭到了严重的轰炸，并有情报指出赫尔辛基也有可能遭受空袭，所以赫尔辛基的防空部队做出了一些主动措施。
自从第一次空袭后，一个由12架具有特殊夜间飞行能力的Bf 109战斗机组成的德国夜间战斗机队从爱沙尼亚前线转移到赫尔辛基-马尔米机场。这些夜间战斗机在之后的两次空袭中一共打落了六架轰炸机。芬兰的几个防空连共发出了184道弹幕，并打落了两架轰炸机。重型防空连一共发出了12,238枚火炮，轻型防空连则发出了5,709枚火炮。
大多数赫尔辛基居民都已自愿撤至乡下，而留下来的居民也在第一次防空警报之后及时进入人防室或防空洞，这极大地减轻了伤亡的数量。
这次袭击中共有383架轰炸机参与了行动。虽然有4,317枚炸弹扔到了市区、海里及邻近地区，仅有100枚炸弹落入赫尔辛基市内。警报在20：12拉响，轰炸机也是分两批到达：2月16日晚上20:12-23:10和2月17日凌晨23：45-05：49。第一批轰炸机试图从各方位集中轰炸。第二批则从东面以小分队的形式到达。芬兰部队在空袭1小时40分钟前得到情报并对空防进行了预警，从而使空防有时间来准备。防空部队在空袭49分钟前拉响了警报。雷达则在轰炸34分钟前发现了首架战斗机。
这次的伤亡情况比上次低很多：25人死亡、29人受伤。27幢建筑被摧毁、53幢建筑受到破坏。

#### 第三次大空袭：2月26-27日

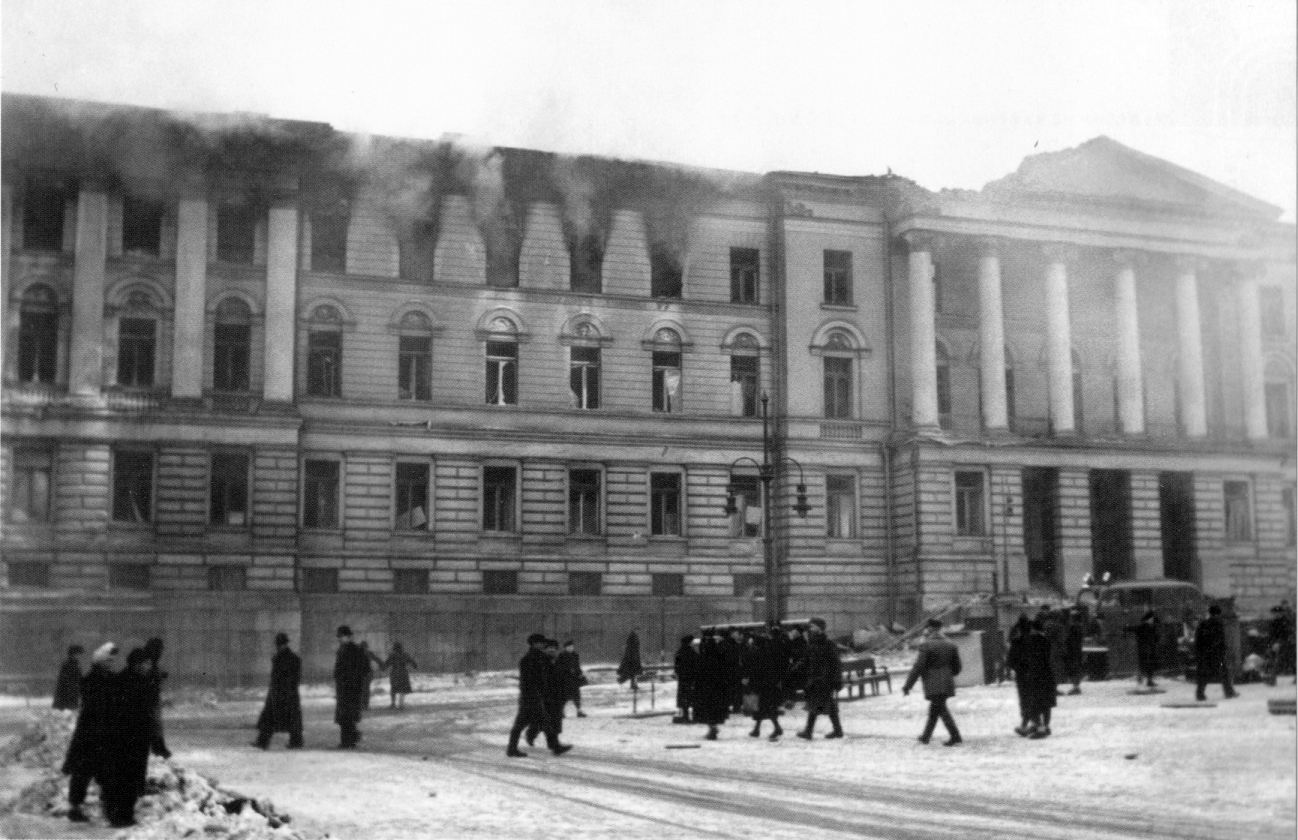
赫尔辛基大学主楼在第三次空袭后的状况

2月26日晚上一架苏联侦察机飞过赫尔辛基上空，这是一个将要发动空袭的征兆。天空晴朗，这有助于空袭者。尽管苏联军队尽量不多使用无线电传播信息，但是芬兰无线电情报收集系统还是拦截到了将要发动空袭的信息。这一次是在空袭开始的1小时28分钟前。
五分钟后，由洛塔·斯韦尔德组织辅助参与的天空监视网络报告了将要到达的轰炸机。一个无声的警报有足够的时间在空袭到来之前就以拉响。所有路灯被关掉，电车和火车停运，无线电广播也终止了。这使得前来袭击的敌人更难发现目标。所有的市民都知道他们必须躲藏起来。
芬兰雷达大约在18：30扫描到了第一批轰炸机，它们要在25分钟之后才能到达。几分钟后，夜间战斗机开始起飞前往它们预定的位置。防空炮兵也得到预警。空袭警报在18：45拉响。防空部队在18：53开火。19：07时第一批炸弹降落了。
这最后一次大空袭跟前两次有所不同。整个战斗持续了大概11个小时，分为3个不同的阶段。第一阶段发生在晚上，持续了4个小时，空袭集中在市区内。第二阶段则集中在对芬兰防空炮兵的轰炸，但成效不大。最后一个阶段则希望把赫尔辛基彻底炸平，但大多数的轰炸机在受到猛烈的防空弹幕和夜间战斗机的阻挡下只好掉头返回。在2月27日凌晨6：30时战斗结束。
尽管这次空袭是历次以来最猛烈的行动，但是所造成的损害则非常有限：21人死亡及35人受伤，59幢建筑被炸倒，135幢遭到损害。
重型防空炮发出了14,240枚炮弹，轻型防空炮发出了4,432枚炮弹。九架苏联轰炸机被击落。
这次空袭中896架次轰炸机参加了行动，总共投落了5,183枚炸弹，其中290枚投落在赫尔辛基的范围内。

#### 空袭所带来的毁坏
尽管赫尔辛基和其他欧洲城市在二战中遭受到轰炸袭击，但由于高效的防空和伪装措施，相对于其他城市相比赫尔辛基所受到的破坏轻微很多。只有5%的炮弹落在赫尔辛基范围内，且有一些是落在无人居住的公园地带并没有带来伤亡。大约有2,000架次轰炸机参与了行动，并扔下了2,600吨的炸弹。在死亡的146人当中，6位是士兵。356人受伤，109幢建筑被摧毁。300幢建筑受到弹片的损坏，111幢着火。苏联空军损失了25架飞机。苏联使馆建筑也被炮弹击中并被烧毁。
战后由苏联将军安德烈·日丹诺夫率团的盟军检查委员会来到赫尔辛基。日丹诺夫对赫尔辛基所遭受到的轻微损伤感到迷惑。苏联高层领导以为他们摧毁了整个城市，并以为是因为这些空袭迫使芬兰走上谈判桌来的。

### 芬兰的反击
芬兰空军针对苏联的空袭进行了反击，对列宁格勒附近的远程航空兵的空军基地发动了夜间渗透袭击。芬兰的轰炸机，包括Ju 88轰炸机、布伦亨式轰炸机、Do 17轰炸机，尾随甚至有时加入从芬兰湾返回的苏联轰炸机的队形，并跟踪至苏联空军基地。当大多数的苏联轰炸机降落后，芬兰轰炸机飞入机场并对已经或正在降落的苏联轰炸机投下炸弹，然后在混乱中撤走。第一场大规模的夜间渗透袭击发生在1944年3月9日，袭击行动持续至1944年5月。没有可靠的来源能证实苏联在这些袭击中的伤亡情况。